# Visconde de Pindela
Visconde de Pindela foi um título nobiliárquico criado pelo rei D. Pedro V de Portugal, por decreto de 31 de janeiro de 1854, a favor de João Machado Pinheiro Correia de Melo, Fidalgo da Casa Real, Morgado de Pindela em Vila Nova de Famalicão.
Usaram o título as seguintes pessoas:
1. João Machado Pinheiro Correia de Melo, 1.º Visconde de Pindela
2. Vicente Pinheiro Lobo Machado de Melo e Almada, 2.º Visconde de Pindela
3. João Afonso Simão Pinheiro Lobo Figueira Machado de Melo e Almada, 3.º Visconde de Pindela
4. Vicente Maria Miguel Bernardo Pinheiro Lobo de Figueira Machado, 4.º Visconde de Pindela
5. João Afonso Machado Pinheiro Lobo da Figueira, 5.º Visconde de Pindela[1]